# Шосткинська спеціалізована школа І ступеня № 13
Шосткинська спеціалізована школа І ступеня № 13 — це навчальний заклад міста Шостки на Сумщині

## Розташування школи
Початкова школа (І ступеня) № 13 з українською мовою навчання рішенням виконавчого комітету Шосткинської міської ради народних депутатів від 19 серпня 1993 року на базі дитячого садка № 21 за адресою вулиця Комуністична, 4а на даний час вулиця Знаменська, 4а.
Упродовж 1993/1994 навчального року відділом освіти на чолі із завідувачкою Ляшенко Інною Петрівною, директором школи Нестеренко Тетяною Федорівною було здійснено капітальний ремонт приміщення, забезпечено школу обладнанням, меблями й 1 вересня 1994 року вона прийняла перших учнів. Таким чином функціонувало 13 класів, в них— 313 учнів.

## Вивчення іноземних мов в закладі
У школі було введено поглиблене вивчення англійської мови та з 1 вересня 1999 року— німецької мови з першого класу, адже одним із завдань навчального закладу є підготовка учнів до навчання в.
У 1996 році початковій загальноосвітній школі І ступеня № 13 з поглибленим вивченням іноземної мови видано ліцензію на проведення освітньої діяльності за рівнем початкової загальної середньої освіти.
Рішенням ХХ сесії 24 скликання Шосткинської міської ради Сумської області від 23 липня 2004 року затверджено Статут школи (в новій редакції), відповідно до якого «Шосткинська спеціалізована школа І ступеня 13 Шосткинської міської ради Сумської області» є правонаступником всіх прав та обов'язків «Початкової загальноосвітньої школи І ступеня № 13», що знаходиться у комунальній власності міської ради народних депутатів.

## Вірна назва школи
У 2004/2005 навчальному році Шосткинська спеціалізована школа І ступеня № 13 міста Шостки Сумської області проходила атестацію, за результатами якої вона визнана атестованою, рівень навчально-виховної діяльності «високий».
Рішенням VII сесії 4 скликання Шосткинської міської ради Сумської області від 05 липня 2013 року затверджено Статут школи в новій редакції, відповідно до якого заклад має назву — комунальна організація (установа, заклад) "Шосткинська спеціалізована школа І ступеня № 13 Шосткинської міської ради Сумської області», а скорочений вигляд має такий: ШСШ І ст. № 13.